# Rhabdolauxania laevifrons
Rhabdolauxania laevifrons är en tvåvingeart som beskrevs av Friedrich Georg Hendel 1926. Rhabdolauxania laevifrons ingår i släktet Rhabdolauxania och familjen lövflugor.
Artens utbredningsområde är Peru. Inga underarter finns listade i Catalogue of Life.